# Grabarz (nazwisko)
Grabarz – polskie nazwisko pochodne od nazwy zawodu oraz słowa grób. Noszą je np. lekkoatleta Robert Grabarz i artysta Antoni Grabarz.